# 緒方俊雄
緒方 俊雄（おがた としお、1945年（昭和20年）2月8日 - ）は、日本の経済学者。専門は生態経済学。中央大学名誉教授。2016年8月よりベトナム政府・天然資源環境省戦略政策研究所（ISPONRE）顧問。

## 略歴
- 1957年　鎌倉学園中学校入学。
- 1963年　鎌倉学園高等学校卒業。高校在学中、選抜高等学校野球大会に出場しベスト8進出。
- 1968年　中央大学経済学部卒業
- 1971年　中央大学大学院経済学研究科修士課程修了
- 1971年　中央大学経済学部助手
- 1974年　中央大学大学院経済学研究科博士課程単位取得満期退学
- 1974年　中央大学経済学部専任講師
- 1986年～2015年　中央大学経済学部教授
- 1994年～2005年　関東学院大学兼任講師
- 2004年～2009年　明治学院大学兼任講師
- 2010年～2014年　桜美林大学兼任講師
- 2015年3月　中央大学経済学部を定年退職、名誉教授
- 2015年8月～　ベトナム政府・天然資源環境省戦略政策研究所（ISPONRE）顧問

## 学説
中央大学の学生時代には、川口弘教授のもとでアルフレッド・マーシャル、ジョン・メイナード・ケインズらのケンブリッジ学派経済学を研究し、1978年にケンブリッジ大学においてジョーン・ロビンソン、ニコラス・カルドア、ピエロ・スラッファらから薫陶を受ける。1980年に米国ニュージー州立ラトガース大学では、ポール・デヴィッドソン、アルフレッド・S・アイクナーらのポスト・ケインズ派経済学者らと共同研究を行い、日本にポスト・ケインズ派経済学研究会を組織して、内外の研究動向を整理し、ポスト・ケインジアン翻訳叢書を編集し、日本経済評論社から刊行した。その後、米国の環境学者レスター・R・ブラウン氏やハワード・T・オダム教授らの視点を導入して、「生産の再定義」（生物学的生産の定義）を組み込み、また東京大学を定年退職した宇沢弘文教授を中央大学に招聘して、社会的共通資本と社会関係資本を基盤とした生態経済学の研究とアジアでのフィールド研究を展開した。さらに中央大学経済研究所において「アジア地球環境フォーラム」や「国際シンポジウム」を組織し、政策提言を行った。2015年3月に中央大学を定年退職し、その後、ベトナム政府・天然資源環境省戦略政策研究所（ISPONRE）の顧問に就任し、政策提言を行っている。

## 著書
- 経済学史（青林書院新社）玉野井芳郎・早坂忠編、共著、1978年
- Keynes: A Un Secolo della Nascita（Banca Popolare della）、A. Roncaglia、共著、1984年
- 経済学史講義（新評論）宮崎犀一・井上格・和田重司編、共著、1985年
- マーシャル経済学（ミネルヴァ書房）橋本昭一編著、共著、1990年
- ケインズ経済学の再検討（中央大学経済研究所）緒方俊雄編著、1990年
- 近代経済学の底流：マーシャル・ケインズ・カレツキ（中央大学生協出版局）1995年
- 戦後日本資本主義（中央大学経済研究所）共著、1999年
- ケインズ経済学研究（日本経済評論社）1999年（川口弘氏が1953年に出版した稀覯書に補訂・解説を加え再刊）
- タイ土着経済・社会の今日的位相（中央大学出版部）共著、2001年
- 共生社会のための経済学入門（日本評論社）緒方俊雄・井本友文共著、2005年
- 地球温暖化と経済成長（東京大学出版会）宇沢弘文編、2009年
- Bioregionalism and Ecovillages （ﾋﾙﾄｯﾌﾟ出版）緒方俊雄編、2011年
- 幸福な共生社会をめざして（ﾋﾙﾄｯﾌﾟ出版）緒方俊雄・他編、2012年
- Green Economy and Ecovillages（ﾋﾙﾄｯﾌﾟ出版）緒方俊雄編、2014年